# Санта-Мария-Йолотепек
Санта-Мария-Йолотепек (исп. Santa María Yolotepec)  —   город в Мексике, входит в штат Оахака. Население 274 человека.